# Deurdonderen
Deurdonderen is een nummer van de Achterhoekse band Normaal. De band bracht het in mei 1982 uit op een live-single en op een gelijknamig album. Op de B-kant van de single staat Kleine Dinie (ook live). In 2014 was het de naamgever voor het album  Deurdonderen in de Achterhoek.

## Hitnoteringen
Deurdonderen leverde de band de eerste gouden plaat op. De plaat stond zes weken in de in Nederland destijds drie landelijke hitlijsten op de nationale publieke popzender Hilversum 3.. In de TROS Top 50 werd de 18e positie behaald.
In 2015, het jaar van afscheid, kwam de plaat voor het eerst in de jaarlijkse NPO Radio 2 Top 2000 van de Nederlandse publieke radiozender NPO Radio 2  terecht.

### Nederlandse Top 40
| Deurdonderen in de Nederlandse Top 40 van 29-05-1982 t/m 03-07-1982 | Deurdonderen in de Nederlandse Top 40 van 29-05-1982 t/m 03-07-1982 | Deurdonderen in de Nederlandse Top 40 van 29-05-1982 t/m 03-07-1982 | Deurdonderen in de Nederlandse Top 40 van 29-05-1982 t/m 03-07-1982 | Deurdonderen in de Nederlandse Top 40 van 29-05-1982 t/m 03-07-1982 | Deurdonderen in de Nederlandse Top 40 van 29-05-1982 t/m 03-07-1982 | Deurdonderen in de Nederlandse Top 40 van 29-05-1982 t/m 03-07-1982 | Deurdonderen in de Nederlandse Top 40 van 29-05-1982 t/m 03-07-1982 |
| Week                                                                | 1                                                                   | 2                                                                   | 3                                                                   | 4                                                                   | 5                                                                   | 6                                                                   |                                                                     |
| ------------------------------------------------------------------- | ------------------------------------------------------------------- | ------------------------------------------------------------------- | ------------------------------------------------------------------- | ------------------------------------------------------------------- | ------------------------------------------------------------------- | ------------------------------------------------------------------- | ------------------------------------------------------------------- |
| Positie                                                             | 27                                                                  | 22                                                                  | 17                                                                  | 17                                                                  | 31                                                                  | 38                                                                  | uit                                                                 |

### Nationale Hitparade
| Deurdonderen in de Nationale Hitparade van 05-06-1982 t/m 10-07-1982 | Deurdonderen in de Nationale Hitparade van 05-06-1982 t/m 10-07-1982 | Deurdonderen in de Nationale Hitparade van 05-06-1982 t/m 10-07-1982 | Deurdonderen in de Nationale Hitparade van 05-06-1982 t/m 10-07-1982 | Deurdonderen in de Nationale Hitparade van 05-06-1982 t/m 10-07-1982 | Deurdonderen in de Nationale Hitparade van 05-06-1982 t/m 10-07-1982 | Deurdonderen in de Nationale Hitparade van 05-06-1982 t/m 10-07-1982 | Deurdonderen in de Nationale Hitparade van 05-06-1982 t/m 10-07-1982 |
| Week                                                                 | 1                                                                    | 2                                                                    | 3                                                                    | 4                                                                    | 5                                                                    | 6                                                                    |                                                                      |
| -------------------------------------------------------------------- | -------------------------------------------------------------------- | -------------------------------------------------------------------- | -------------------------------------------------------------------- | -------------------------------------------------------------------- | -------------------------------------------------------------------- | -------------------------------------------------------------------- | -------------------------------------------------------------------- |
| Positie                                                              | 11                                                                   | 17                                                                   | 12                                                                   | 16                                                                   | 24                                                                   | 39                                                                   | uit                                                                  |

### TROS Top 50
Hitnotering: 27-05-1982 t/m 24-06-1982. Hoogste notering: #18 (1 week). 

### NPO Radio 2 Top 2000
| Nummer met noteringen in de NPO Radio 2 Top 2000 | '15  | '16 | '17 | '18 | '19 | '20 | '21 | '22 | '23 | '24 |
| ------------------------------------------------ | ---- | --- | --- | --- | --- | --- | --- | --- | --- | --- |
| Deurdonderen                                     | 1857 | 338 | 308 | 243 | 84  | 188 | 244 | 238 | 275 | 286 |

1. ↑  Een vetgedrukt getal geeft de hoogste notering aan.
2. ↑  2015 was het eerste jaar met een notering voor dit nummer.